# Américo Durão
Américo Durão (Couço, 26 de outubro de 1896 — Lisboa, 7 de março de 1969) foi um poeta e escritor português. 

## Biografia
Nasce na freguesia de Couço, concelho de Coruche, fez o curso dos Liceus em Leiria, donde era natural a sua família materna. 
Publica em 1914 o seu primeiro livro Penumbras. Licencia-se em Direito na Universidade de Lisboa, onde foi colega de Florbela Espanca e Mário Beirão. Ainda estudante, publicou Tântalo que o consagrou como sonetista. A obra de 1917 Vitral da Minha Vida influencia grandemente a poetisa Florbela Espanca na sua obra  Livro de Soror Saudade; sobre esta, a poetisa disse ao escritor numa carta "Do seu livro nasceu o meu".
Viu representadas no Teatro D. Maria II, também enquanto estudante, as suas peças Perdoar, Maria Isabel e Ave de Rapina, sendo que esta última é considerada um dos melhores dramas rurais do teatro português. Colaborou na revista Contemporânea (1915-1926).
Era familiar de Raul Durão.

## Obras
- Penumbras (1914);
- Vitral da Minha Vida (1917);
- Tântalo (1921);
- Perdoar, Maria Isabel;
- Ave de Rapina